# Pierre Mahé
Pour les articles homonymes, voir Mahé.
Pierre Mahé, après avoir au cours de sa jeunesse, exercé le métier d'imprimeur, l'abandonna en 1861 pour exercer la profession de marchand de timbres. En 1864, il se distingua en lançant un journal philatélique, Le Timbrophile, dont l'un des auteurs les plus en vue fut le docteur Jacques Legrand. Ce journal fut d'abord très technique, compte tenu du passé d'imprimeur de Pierre Mahé. Il tenta par la suite d'infléchir cette orientation, de façon à toucher un plus large public, et renomma même son Timbrophile en Gazette des timbres. Pierre Mahé publia aussi un catalogue de timbres-poste qui, en 1874, atteignait 147 pages.
Pierre Mahé, compte tenu du renom acquis par lui en philatélie, se fit également éditeur, et publia l'Essai sur les filigranes du docteur Magnus. Il édita aussi Lallier et le magistral ouvrage sur les fiscaux de Philippe de Bosredon du Pont.